# Fondazione Memoria della Deportazione
La Fondazione Memoria della Deportazione Biblioteca Archivio Pina e Aldo Ravelli - Centro Studi e Documentazione sulla Resistenza e sulla Deportazione nei lager nazisti ONLUS ha lo scopo di salvaguardare la memoria della deportazione nei lager nazisti, di promuovere la ricerca storica e lo sviluppo permanente dell'istruzione e della cultura, favorendo la maturazione civile delle nuove generazioni, mediante la conoscenza dei fatti e delle azioni, che determinarono l'oppressione nazifascista.

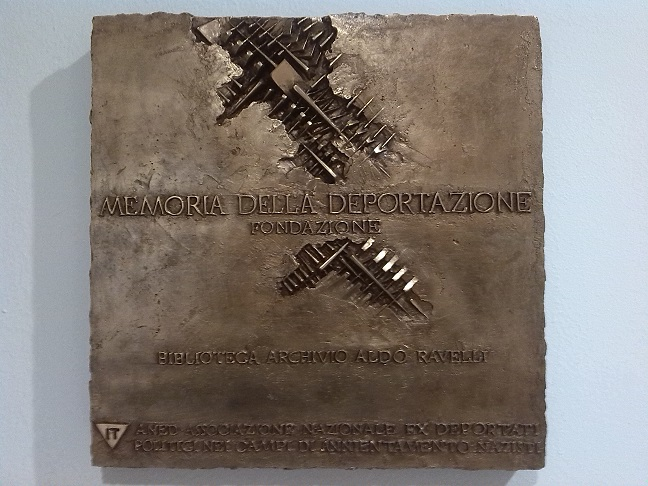
Targa della Fondazione

## Storia
La Fondazione è stata costituita dall'Associazione nazionale ex deportati politici nei campi nazisti (ANED). La Fondazione e l'Associazione sono in ogni caso soggetti distinti. La Fondazione possiede un patrimonio che è costituito da una donazione, effettuata da Pina e Aldo Ravelli, che fu deportato a Mauthausen e a Gusen, consistente in un immobile e in una somma in denaro.
Inaugurata la sede a Milano in via Dogana 3 nel 2003, la Fondazione ha dato avvio alla raccolta, conservazione e messa a disposizione di materiale documentario, ricerca, divulgazione e promozione di attività culturali e didattiche
La Fondazione è associata alla Rete degli Istituti per la storia della Resistenza e dell'età contemporanea, un sistema federativo coordinato dall'Istituto Nazionale Ferruccio Parri. Gianfranco Maris è stato il presidente della Fondazione sino alla sua morte.

## Archivio
La Fondazione conserva tra i propri fondi archivistici quello dell'ANED nazionale, dell'ANED di Milano, e quello di Italo Tibaldi, sopravvissuto al lager di Mauthausen, consigliere nazionale e tesoriere dell'ANED fino al 2002, che ha dedicato la sua vita a studi e ricerche sulla deportazione, in particolare alla compilazione di un'anagrafe di tutti i deportati italiani nei campi di concentramento nazisti. Sono conservati anche fondi archivistici di altri ex deportati, quali Felice Pirola, Giandomenico Panizza, Armando Sacchetta, Giuseppe Cammareri. Sono stati poi realizzati lavori di catalogazione e inventariazione anche di materiale fotografico, audio, video.

## Biblioteca
La Fondazione possiede una biblioteca di circa diecimila volumi, catalogati in ambiente SBN, che rappresenta una raccolta organica di ciò che è stato scritto in Italia e all'estero sulla deportazione. Sono in corso lavori di schedatura di materiale librario di recente acquisizione.

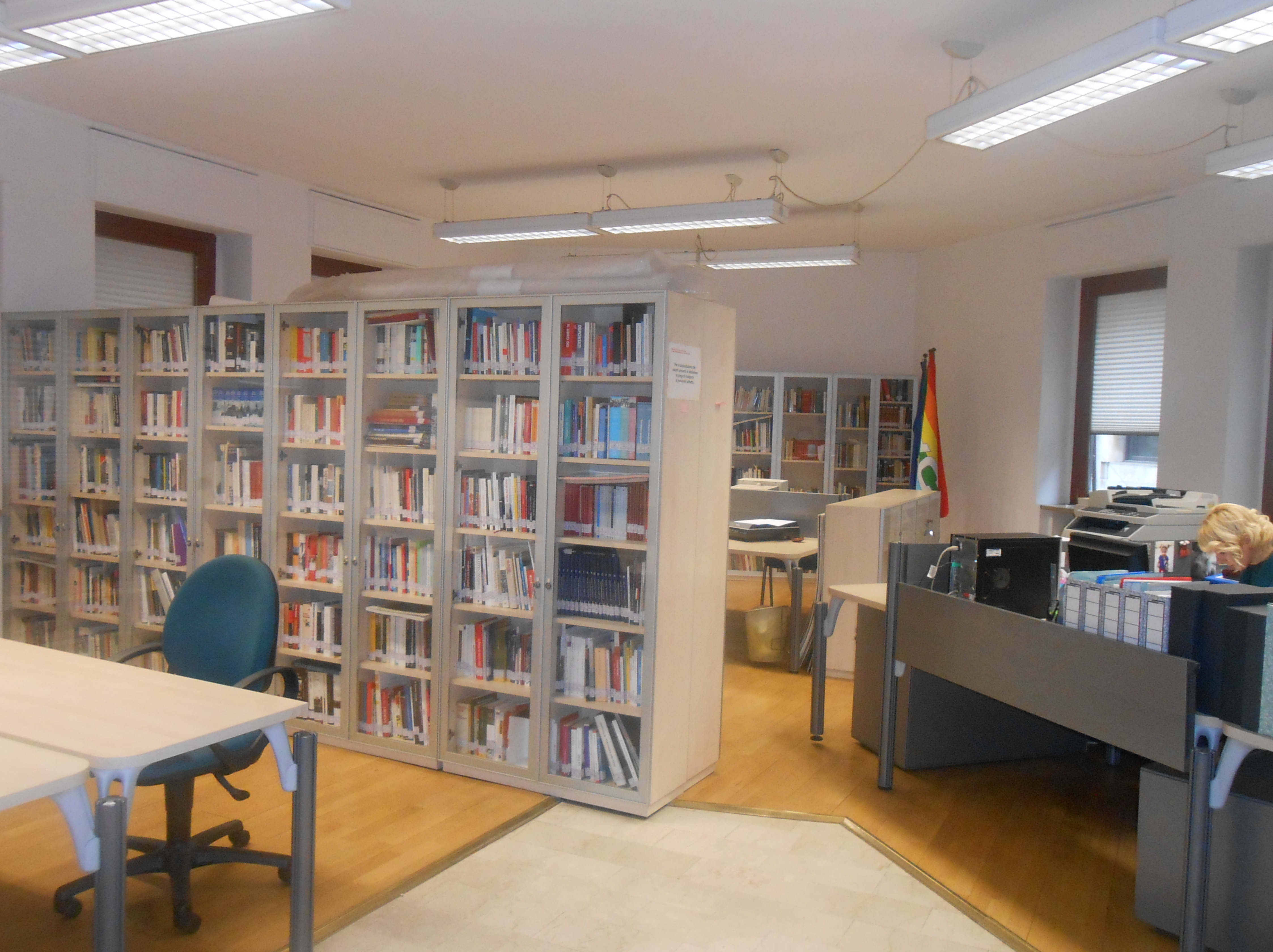
I locali della Fondazione dove è allestita una parte della biblioteca

## Didattica
La Fondazione gestisce varie iniziative didattiche e di aggiornamento professionale destinate a studenti e insegnanti che intendano trattare il tema della deportazione, anche mettendo a disposizione materiali e strumenti adatti.